# Prasinocyma immaculata
Prasinocyma immaculata is een vlinder uit de familie spanners (Geometridae). De wetenschappelijke naam van deze soort is voor het eerst geldig gepubliceerd in 1784 door Thunberg.
De soort komt voor in tropisch Afrika.